# Mitsubishi i-MiEV
La Mitsubishi i-MiEV (MiEV è l'acronimo per Mitsubishi innovative Electric Vehicle) è una citycar elettrica prodotta dalla casa automobilistica giapponese Mitsubishi dal 2009 al 2021.
La i-MiEV è stata sviluppata e costruita in collaborazione con il gruppo PSA attraverso una joint venture che ha prodotto la Peugeot iOn e la Citroën C-Zero.
Da gennaio 2020, a causa delle basse vendite, la i-MiEV non viene più importata in Italia.

## Storia e contesto
La i-MiEV è stata lanciata per le flotte aziendali in Giappone nel luglio 2009 e il 1º aprile 2010 per il pubblico. Le vendite internazionali in Asia, Australia ed Europa sono iniziate nel 2010, con l'arrivo in ulteriori mercati nel 2011 tra cui anche America centrale e meridionale. Le consegne ai clienti negli Stati Uniti e in Canada hanno avuto inizio nel dicembre 2011.
Secondo il produttore l'autonomia della i-MiEV con una ricarica completa è di 160 km nel ciclo di prova giapponese, 105 km nel ciclo WLTP, con la batteria da 16 kWh.

## La i-MiEV e le forze dell'ordine
Nell'estate del 2014 è stata fornita una flotta di i-MiEV al corpo dei Carabinieri.